# Ґулінек
Ґулінек (пол. Gulinek) — село в Польщі, у гміні Закшев Радомського повіту Мазовецького воєводства.
Населення — 337 осіб (2011).
У 1975-1998 роках село належало до Радомського воєводства.

## Демографія
Демографічна структура станом на 31 березня 2011 року:
|          | Загалом | Допрацездатний вік | Працездатний вік | Постпрацездатний вік |
| -------- | ------- | ------------------ | ---------------- | -------------------- |
| Чоловіки | 164     | 37                 | 116              | 11                   |
| Жінки    | 173     | 44                 | 101              | 28                   |
| Разом    | 337     | 81                 | 217              | 39                   |